# 3-as típusú légvédelmi rakéta
A 3-as típusú légvédelmi rakéta (03式中距離地対空誘導弾 maru-san-shiki-chu-kyori-ti-tai-kuu-yuudou-dan) egy japánban kifejlesztett föld-levegő rakéta, mely jelenleg a Japán Szárazföldi Véderő kötelékében szolgál.

## Leírás
Az új közepes hatótávolságú légvédelmi rakéta, melyet a továbbfejlesztett Hawk rendszer leváltására terveztek, teljes körű légvédelmet nyújt a hadsereg egységei és létesítményei számára. A rakéta pontos célbatalálásáért egy előre programozott navigációs rendszer, napra kész parancssor és aktív lokátoros önirányítás gondoskodik.
A Hawk rendszert több mint 30 éven át használták, többszörös átalakítással, modernizálással. Az új 3-as típusú légvédelmi rakétarendszer erős robbanófejével képes elpusztítani az ellenséges repülőgépeket, levegő-föld rakétákat, és a cirkálórakétákat is, indítórendszere lehetővé teszi, hogy a rakétát bárhol használhassák. A rendszer egyik fő előnye, hogy képes horizonton túli célzásra, amely igen jól jön Japán hegyvidékes területein történő használata során.

## Galéria

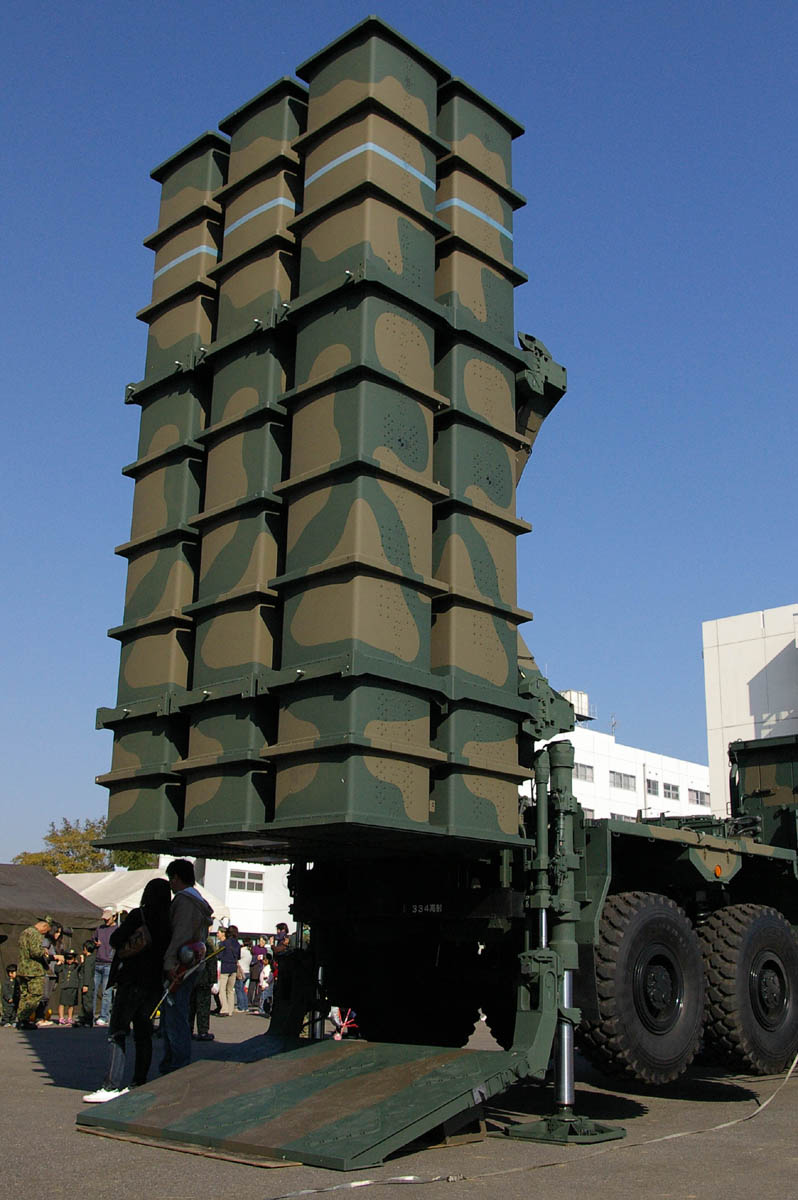
Tüzelési pozícióban
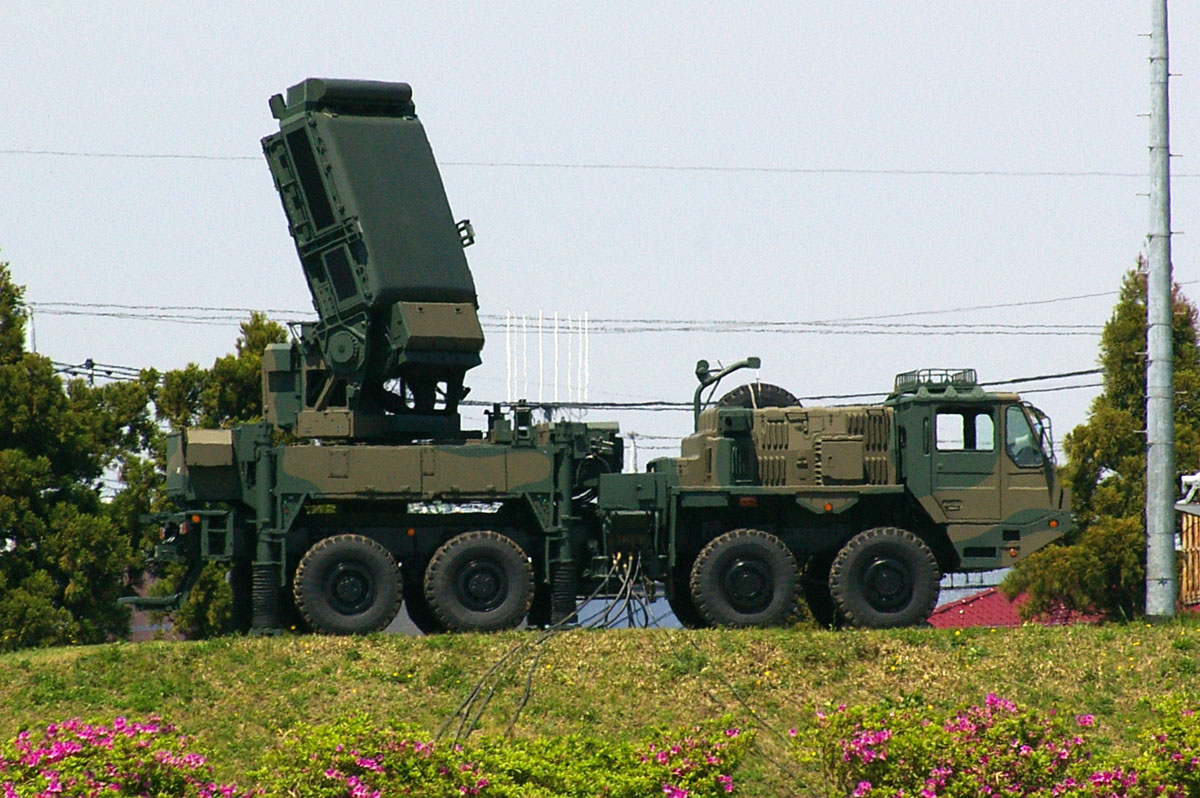
Radar jármű
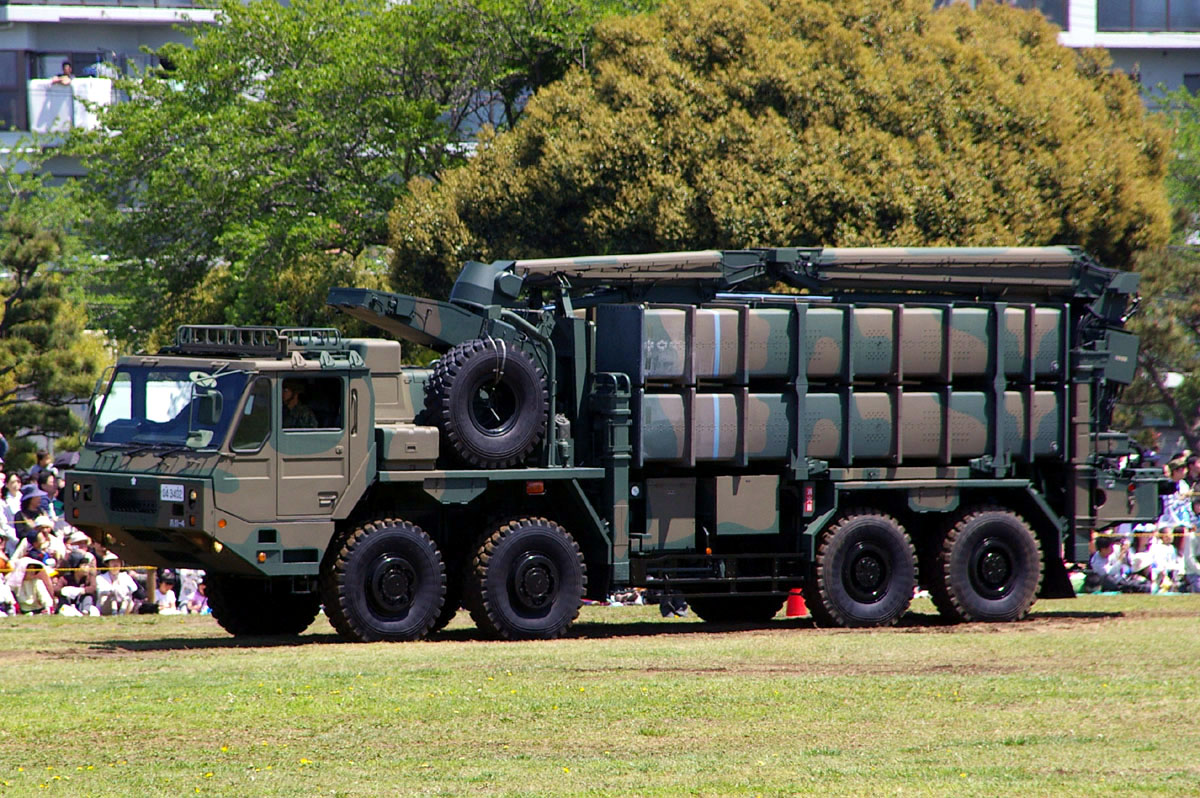
Lőszerszállító jármű
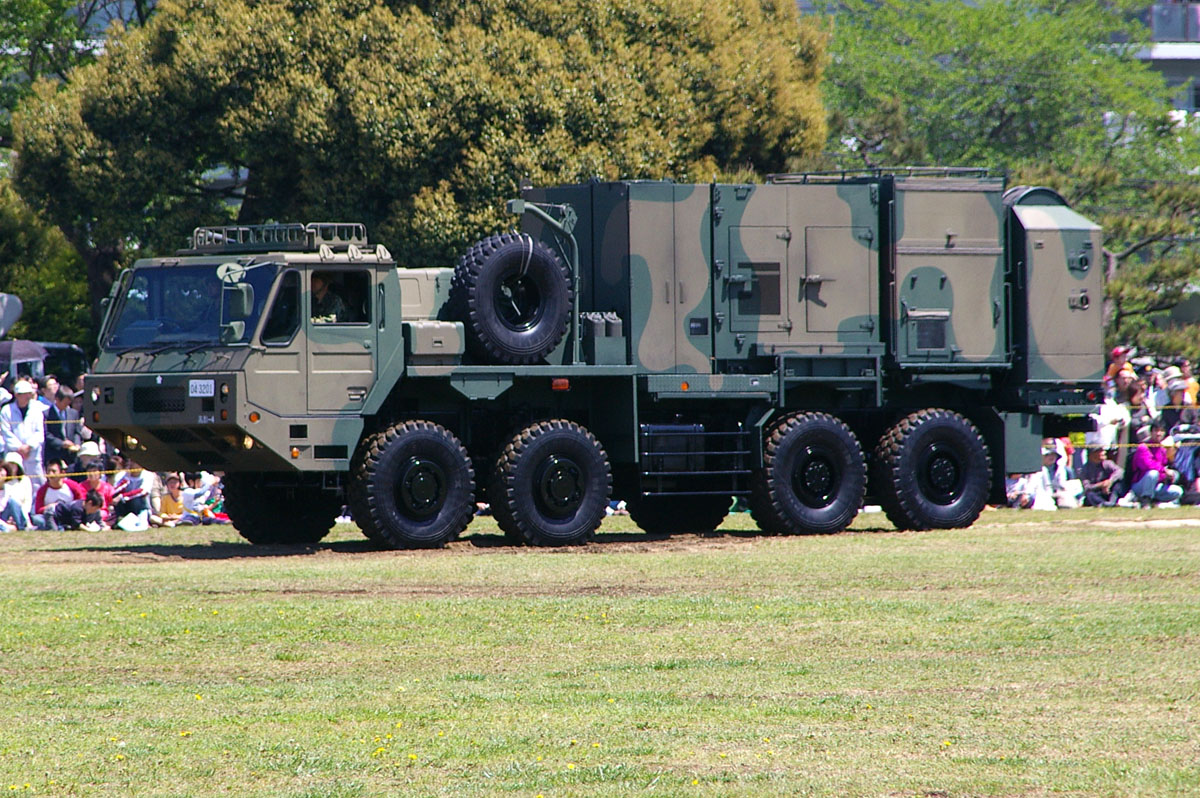
Radarjel feldolgozó jármű

## Lásd még
- MIM–104 Patriot
- Akash
- SZ–300
- KS–1
- HQ–9
- NASAMS

## Fordítás
- Ez a szócikk részben vagy egészben  a   Type 3 Chū-SAM című angol Wikipédia-szócikk ezen változatának fordításán alapul.  Az eredeti cikk szerkesztőit annak laptörténete sorolja fel. Ez a jelzés csupán a megfogalmazás eredetét és a szerzői jogokat jelzi, nem szolgál a cikkben szereplő információk forrásmegjelöléseként.